# Atorolimumab
Atorolimumab là một loại thuốc ức chế miễn dịch chống lại yếu tố Rhesus.